# Le Billet fatal
Pour plus de détails, voir Fiche technique et Distribution.
Le Billet fatal (Two in a Crowd) est un film américain réalisé par Alfred E. Green et sorti en 1936.

## Synopsis
Deux moitiés d'un billet de 1 000 $ sont découvertes dans la neige par Julia Wayne, une actrice sans le sou, et  Larry Stevens, un sportif. Ils ont tous les deux besoin de cette somme.

## Fiche technique
- Titre français : Le Billet fatal[1]
- Titre original : Two in a Crowd
- Réalisation : Alfred E. Green
- Scénario : Lewis R. Foster, Doris Malloy, Earle Snell
- Production : Universal Pictures
- Directeur de la photographie : Joseph Valentine
- Musique : Heinz Roemheld
- Montage : Milton Carruth
- Durée : 85 minutes
- Date de sortie : 
  - États-Unis : 4 octobre 1936
  - France : 21 janvier 1938[1]

## Distribution
- Joan Bennett : Julia Wayne
- Joel McCrea : Larry Stevens
- Henry Armetta : Toscani
- Alison Skipworth : Lillie Eckleberger
- Nat Pendleton : Flynn
- Reginald Denny : James Stewart Anthony
- Elisha Cook Jr. : Skeeter
- Andy Clyde : Jonesy
- Donald Meek : Bennett
- John Hamilton : Purdy
- Bradley Page : Tony Bonelli
- Joe Sawyer : Bonelli's Henchman
- Paul Fix : Bonelli's Henchman
- Douglas Wood : Banker Ralston
- Barbara Rogers : Lawson Girl